# Athyriopsis jinfoshanensis
Athyriopsis jinfoshanensis là một loài thực vật có mạch trong họ Woodsiaceae. Loài này được Z.Y. Liu miêu tả khoa học đầu tiên năm 1984.